# Lycée expérimental de Saint-Nazaire
 (novembre 2008).
Si vous disposez d'ouvrages ou d'articles de référence ou si vous connaissez des sites web de qualité traitant du thème abordé ici, merci de compléter l'article en donnant les références utiles à sa vérifiabilité et en les liant à la section « Notes et références ».
Le lycée expérimental de Saint-Nazaire est un lycée général public qui fonctionne de façon cogérée. Situé au no 17 boulevard René-Coty dans le centre-ville de Saint-Nazaire, il est doté aujourd'hui de 17 MEEs (Membres de l’Équipe Éducative) et comporte un effectif maximum de 180 élèves.
L'organisation du lycée est non hiérarchique, il n'y a pas de proviseur, pas de CPE, pas de surveillants, pas de secrétaire, pas d'agents d'entretien. Des groupes formés d'élèves et de membres de l'équipe éducative assurent eux-mêmes les missions afférentes à ces postes.

## Histoire
Le lycée expérimental de Saint-Nazaire a ouvert ses portes le 2 février 1982 à l'initiative de Gabriel Cohn-Bendit et d'André Daniel. Les dix-huit enseignants rassemblés autour de ce projet créent un lycée expérimental cogéré afin de tenter de trouver des réponses à l'échec scolaire, en rassemblant des élèves et des professeurs qui ne se sentent pas à l'aise dans l'enseignement traditionnel.

## Prises de décisions
L'établissement revendique le principe d'une cogestion, avec des prises de décisions impliquant à la fois les élèves et les membres de l'équipe éducative (MEE) organisés en deux collèges distincts dont les réunions sont appelées collèges.
Les décisions sont prises au niveau du conseil d'établissement, que chaque membre du lycée peut saisir.

## Les valeurs du lycée
L'établissement revendique les valeurs suivantes : [réf. souhaitée]
- Le respect à la différence.
- La liberté d'utiliser des pédagogies alternatives.
- L'autogestion, la cogestion et la décision collective (consensus).
- Le développement de l'esprit critique.
- La remise en cause de certains codes sociaux (vouvoiement d'autorité, classes sociales, séparation par âge).
- L'auto-évaluation et la remise en cause de soi.
- Le libre choix, la responsabilisation, le volontariat.
- La production, l'accomplissement et l'aboutissement des projets (personnels et collectifs).

## Les activités
Les activités sont des temps pédagogiques de l'après-midi fixés pour une période (entre deux vacances) par les membres de l'équipe éducative (MEE).
Plusieurs activités sont proposées :
- Les activités type bac : Elles sont présentes toute l'année, destinées principalement aux personnes avec un objectif Bac mais restent tout de même ouvertes à l'ensemble du lycée. On y traite le programme et elles sont classées par matières, on y retrouve le tronc commun et les spécialités du nouveau Bac (exemple: spécialité Physique Chimie, anglais, histoire Géographie…).
- Les activités de formation générale : Elles sont souvent en dehors d'un objectif bac mais peuvent tout de même y préparer par les connaissances qui sont apportées, quasiment tout peut y être traité tant que l'on y trouve une démarche pédagogique. En font partie le bricolage, la couture, l'autodéfense intellectuelle…

## Les ateliers
Les ateliers se déroulent généralement le matin et s'étendent sur une ou deux semaines. Ils regroupent autour d'un sujet défini un ou deux membres de l'équipe éducative et un groupe d'élèves. Les ateliers ont vocation à traiter de leur sujet de façon pluridisciplinaire. Cependant la nécessité de préparer les élèves qui le veulent au baccalauréat conduit à la programmation d'ateliers spécifiques aux épreuves de l'examen.
Les ateliers spécifiques sont souvent programmés en début d'année, alors que les autres ateliers sont programmés en cours d'année dans un temps réservé à cet effet avant chaque période de vacances scolaires.
La programmation des ateliers spécifiques se fait par les groupes d'élèves de chaque épreuve préparée (épreuve anticipée de français, bac scientifique, etc.) en collaboration avec les MEE (membres de l'équipe éducative) qui enseignent plus spécifiquement les matières concernées.
On a coutume de diviser les autres ateliers en trois départements, leur distinction se fait sur la manière dont on va aborder le sujet, "l'angle d'approche"
- Le département Nature peut être défini par "observer, étudier, comprendre notre environnement", conduisant souvent à une approche plus scientifique du sujet.
- Le département Humanité, quant à lui, prend son sens dans l'étude du "regard de l'Homme" sur ledit environnement, et donc s'apparente davantage à des disciplines telles que la sociologie ou l'histoire…
- Et, le département Langage est alors le lieu d'étude et d'expression de la manière dont on traduit et exprime nos observations, réflexions, etc. (littérature, mathématiques, art, langues vivantes…)

La programmation des ateliers commence par une réunion de département où chacun peut proposer un ou plusieurs ateliers dans le département qui l'intéresse, voire éventuellement se déplacer d'une salle à l'autre pour proposer des ateliers dans différents départements. Les ateliers sont discutés quant à leur opportunité et les ateliers qui font le plus consensus sont retenus. Des volontaires de chaque département (élèves et MEE) se réunissent dans une commission de programmation pour répartir les ateliers sur les différentes séquences (temps d'une ou deux semaines dans lequel s'inscrit un atelier) et pour leur attribuer un ou deux MEE et une salle. La commission de programmation veille à placer en concurrence des ateliers de chaque département pouvant intéresser un public le plus large possible.
Une fois la grille des ateliers fixée, des réunions de programmation rassemblent pour chaque atelier le ou les MEE désignés et les élèves qui souhaitent participer à l'atelier. Ce temps a pour but de définir les objectifs de l’atelier, d'en détailler le déroulement et de l'organiser à l'avance. La réunion de programmation peut décider de limiter l'accès à l'atelier aux personnes présentes, répartir entre les personnes présentes un certain nombre de tâches (contact d'un intervenant extérieur, location d'une vidéo, recherche documentaire…), imposer la lecture d'un ouvrage pour participer à l'atelier…
La réunion de programmation a aussi pour mission la réalisation d'une affiche récapitulative à l'intention des personnes qui n'ont pas pu ou pas voulu venir à la réunion et de ceux qui participaient à une autre réunion de programmation. Cette affiche expose habituellement les objectifs et méthodes de l'atelier, la date, le lieu et le département de l'atelier, ainsi qu'une liste des personnes présentes à la programmation.
Pour chaque séquence, les élèves doivent choisir entre six ou sept ateliers. Ce choix peut leur être suggéré par la nécessité de tel ou tel atelier pour le cursus qu'ils envisagent, mais chacun reste maître de son choix et peut faire l'impasse sur une partie du programme ou travailler cette partie de façon autonome.

## La gestion
Les membres du lycée sont partagés en six groupes de base de trois membres de l'équipe éducative (MEE) et d'environ vingt élèves. Ce sont ces groupes qui, à tour de rôle, assurent la gestion du lycée.
Chaque groupe "gère" le lycée pendant une séquence dite de "gestion", c'est-à-dire le plus souvent deux semaines. La gestion est en quelque sorte le service public du lycée. Elle est chargée d'assumer la maintenance, l'animation et l'entretien du lycée ainsi que la gestion des affaires courantes.
En principe, la gestion est un temps à part au cours duquel on privilégie fortement l'entretien et la vie commune au sein du lycée.
La gestion est en principe prioritaire sur les autres activités pour assurer convenablement le collectif.
Un membre de l'équipe éducative (MEE) peut aussi négocier la poursuite de ses LEDAP ou ACS, mais le plus souvent ces groupes s'organisent pour continuer leur travail sans le MEE quand celui-ci est de gestion.
Le groupe de base ou groupe de gestion fait une première réunion pour organiser sa séquence de gestion. Cette réunion est l'occasion d'élaborer des projets de gestions (repeindre certaines salles, monter une exposition, présenter des sketchs pendant les pauses…) et d'organiser concrètement la gestion, d'établir le menu de la semaine… L'organisation habituelle est de répartir les membres de la gestion entre différents secteurs.

### Les secteurs de gestion
- Le secrétariat. La tâche de ce secteur est de tenir une permanence à l'accueil pour répondre au téléphone, répondre et/ou distribuer le courrier, accueillir les personnes de l’extérieur. Il gère aussi l'organisation du lycée, comme la répartition des salles, il répartit et distribue les ordres du jour de réunion et gère les inscriptions et entretiens.
- La cuisine. Le repas du midi est préparé par la gestion. Les personnes qui veulent manger au lycée s'inscrivent le matin auprès de la gestion et payent le prix du repas. Les membres de la gestion cuisine élaborent un menu, vont faire des courses et préparent le repas.
- La casbah. Une cafétéria, un endroit où pendant les pauses l'on peut prendre un café, thé, ainsi que s'alimenter avec un petit-déjeuner le matin ou des préparations maison : crêpes, gâteaux ou des sandwichs pour le midi.
- La documentation — le journal. La gestion doit entretenir l'espace documentaire (mettre au point un système de rangement, faire des recherches pour aider les ateliers) et édite un journal interne à l'établissement (Le journal Lise Arnodel publié à chaque fin de gestion).
- La Brico/Le Bricolage. Les membres du lycée s'occupent du petit entretien tel que réparer des portes, des toilettes, repeindre des murs, etc. Les grosses réparations telles que l'électricité sont assurées par des entreprises extérieures si besoin.

Il n'est pas d'usage de définir un secteur ménage. Chaque secteur étant alors chargé de nettoyer une partie du lycée, le plus fréquemment, (les membres du lycée sont supposés s'assurer de respecter la propreté du lieu), un "grand ménage" est organisé en fin de période selon la tradition.

## Résultats (année scolaire 2008-2009)
30 % des 20 élèves de l'établissement présents au baccalauréat ont obtenu leur diplôme. Un élève qui est entré en seconde dans ce lycée a eu 3 % de chances d’obtenir le baccalauréat dans l'établissement. Un élève qui est entré en première dans ce lycée a eu 9 % de chances d’obtenir le baccalauréat dans l'établissement. 7 % des élèves, tous niveaux confondus, ont quitté l’établissement avec le baccalauréat. 22 % des élèves de terminale ont quitté l’établissement avec le baccalauréat. Ces statistiques sont cependant à relativiser au vu du faible effectif (moins de 100 candidats par année).

## Critiques
- Il est fréquemment reproché au lycée de ne pas suffisamment encadrer les élèves et de les laisser livrés à eux-mêmes (autonomie des élèves). La plupart des élèves louent une chambre à Saint-Nazaire et ne vivent pas avec leurs parents.[réf. souhaitée] Beaucoup d'élèves délaissent le lycée et sont souvent absents, cet absentéisme ayant même conduit l'établissement à fermer ses portes pendant trois jours durant le mois de février 2018[5]. Il n'existe pas de contrôle des présences, mais un groupe de suivi qui rassemble une dizaine d'élèves et un MEE. Le groupe de suivi se réunit toutes les semaines et fait le point sur l'avancement des projets de chacun. C'est l'occasion de relancer les élèves qui n'ont pas été vus au lycée les derniers jours. Les élèves qui ne viennent pas au lycée un certain temps sont prévenus d'un renvoi possible, le but étant de les faire venir pour discuter de leur projet.

- Parmi les 32 élèves qui avaient comme projet de passer le Baccalauréat 2008, 20 n'y sont pas allés estimant qu'ils n'étaient pas assez préparés, 12 se sont présentés, et parmi ceux-là, 11 ont été admis. On considère donc que seuls 11 élèves sur 32 ont eu le bac, ce qui a pour conséquence d'abaisser le taux de réussite. Beaucoup d'élèves s'inscrivent aux épreuves sans réellement vouloir les passer, les élèves s'inscrivant au lycée ayant souvent été refusés dans les autres lycées en raison de leur échec scolaire. Le lycée expérimental ne fait pas de sélection à l'entrée et accepte les personnes déscolarisées et celles qui n'ont pas obtenu un avis favorable de leur conseil de classe pour passer en seconde. Malgré cela, tous les ans des élèves obtiennent le baccalauréat tandis qu'ils avaient été orientés vers un apprentissage et n'étaient pas jugés aptes à suivre un enseignement général.[réf. souhaitée]

## Avenir du lycée
L'avenir du lycée expérimental de Saint-Nazaire est actuellement compromis (depuis février 2019), ce projet est mis à mal par la suppression de deux postes au prétexte d’une politique générale de restrictions budgétaires menée par le ministère de l’Éducation nationale.
Le bâtiment ancien sis au no 17 du boulevard René-Coty qui l'abrite est propriété de la Silène (Office Public des HLM de la Communauté d'agglomération de la Région Nazairienne et de l'Estuaire, CARENE). Or cet organisme refuse de financer le chantier de mise aux normes pour Personnes à mobilité réduite (PMR) de l'immeuble et souhaite le récupérer afin qu'il soit vendu au prix du marché. La région Pays de la Loire, dont dépend l'entretien et le fonctionnement des lycées, et le ministère de l'Éducation nationale ne semblent pas disposés à trouver une solution afin de pérenniser l'existence de la structure (ainsi, en février 2018, la région réitère son refus d'en assurer le financement). En décembre 2016, la Silène autorisait le lycée à rester dans les locaux pour l'année scolaire 2017-2018, sachant que le bâtiment devait trouver preneur avant la fin de l'année 2017. En Janvier 2019 les membres du lycée ont reçu la nouvelle de l'octroi d'une subvention visant à mettre aux normes PMR ce bâtiment. 
Depuis mars 2021, le lycée a pu emménager dans un bâtiment provisoire, au 3 rue Brizeux (Saint-Nazaire), pour "des travaux de remise aux normes du bâtiment habituel",. Le ré-emménagement devait se faire début 2022.

## Projet d'établissement
Le projet d'établissement est consultable sur le site du lycée (version actuelle)

## Films documentaires
- 2007 - « L'école un monde à construire ! le lycée expérimental de Saint Nazaire » de Patrick Le Ray - Coproduction : ArtScenic - Production : France 3 Ouest - Public Sénat - TV Rennes - Télénantes
- 2009 - Écrit dans la marge : cinq jours dans la vie d'un lycée alternatif. Une expérience d'apprentissage en collectivité où pédagogie et politique se rencontrent - réalisation : Oriane Descout ; image : Alice Daumas ; son : Milène Chave. (1h02)[11].